# Кочхюр
Кочхю́р (лезг. Кьуьчхуьр) — село в Курахском районе Дагестана. Административный центр муниципального образования «Сельсовет Кочхюрский», имеющего статус сельского поселения.

## Название
Село Кочхюр образовалось от переселившихся четырёх селений, отсюда и названия — Кудхюр (лезг. Кьудхуьр — село из четырёх сел) или Кюч хайибурун хюр (лезг. Куьч хьайибурун хуьр — село переселившихся). Со временем Кудхюр, или Кюч хайибурун хюр превратился в Кочхюр (лезг. Кьуьчхуьр).

## География
Село Кочхюр расположено в Курахском районе Дагестана. Оно находится в крайне труднодоступном месте, на высоте 2100 метров над уровнем моря. Общая земельная площадь — 5000 га. Кочхюр граничит с территориями селений Тител, Кимихюр, Кумух, Курах, Цилинг, Бахцуг и Филер, Гапцах (Докузпаринский район), Хюлер (Ахтынский район). С трех сторон села протекают речки.

## История
Село Кочхюр самое старое село в Курахском районе. Точная дата возникновения села неизвестна. Основой села считает Кьешенг магьле, к которому в последующем присоединились жители соседних аулов. В старину Кочхюр имел оборонительные сооружения. В село можно было войти через единственные ворота. В селе до сих пор действует Джума-мечеть, построенная в XI веке, и арочный мост на высоте 20 метров.
В 1935 году в селе был организован колхоз. В годы Великой Отечественной войны на фронт ушло около 160 кочхюрцев, из них 89 человек вернулись к своим семьям, а остальные погибли, пропали без вести.
После землетрясения 1966 года кочхюрцы в массовом порядке переселились в село Бугдатепе.

## Население
| 1895 | 1926 | 1939 | 1959 | 1970 | 1989 | 2002 |
| ---- | ---- | ---- | ---- | ---- | ---- | ---- |
| 1127 | ↘865 | ↘801 | ↘433 | ↗434 | ↘101 | ↘69  |
| 2010 | 2021 |      |      |      |      |      |
| ↘0   | ↗9   |      |      |      |      |      |

## Известные уроженцы
Кочхюр известен своими ашугами, алимами и мастерами. Здесь жил классик лезгинской и дагестанской литературы Саид Кочхюрский. Его песни поют и сегодня.

## Инфраструктура
Село разделено на пять магалов: Кешенг махле, Ишах, Лаках (Сенгер), Тула и Варазан. В нём также 7 мостов (5 арочных), 3 мечети, 5 зияратов и 5 родников.

## Образование
Первая семилетняя школа в Кочхюре была открыта в 1937 г. В ней учились дети близлежащих сёл.